# Малтепе (станція метро)
40°56′09″ пн. ш. 29°08′22″ сх. д. / 40.935792870743° пн. ш. 29.139492728472° сх. д.
Малтепе́ (тур. Maltepe) — станція лінії М4 Стамбульського метро. Відкрита 17 серпня 2012 року поряд з п'ятнадцятьма іншими станціями у черзі Ускюдар — Картал.
Конструкція — станція глибокого закладення, має острівну платформу та дві колії.
Розташована під автострадою D.100, під ТПВ Малтепе у кварталі Зюмрютевлер, Малтепе.
Пересадки:
- Автобуси[2]:16A, 16B, 16C, 16KH, 16S, 16U, 16Y, 16Z, 17K, 17P, 21C, 21G, 21K, 21U, 130, 130A, 130Ş, 133N, 251, 500T, E-10, KM42, KM43, KM44,
- Маршрутки: 
  - Гарем — Гебзе,
  - Кадикьой — Картал,
  - Кадикьой — Угур-Мумджу,
  - Малтепе — Башибююк,
  - Малтепе — Бююкбаккалкьой,
  - Малтепе — Финдикли-махаллесі